# Eurycope iphthima
Eurycope iphthima là một loài chân đều trong họ Munnopsidae. Loài này được Wilson miêu tả khoa học năm 1981.